# Monumento alla Vittoria (Bangkok)
Il Monumento alla Vittoria (in thailandese อนุสาวรีย์ชัยสมรภูมิ, Anusawari Chai Samoraphum) è un monumento che si trova nel centrale distretto Ratchathewi di Bangkok, in Thailandia. Dà il nome all'estesa piazza e rotatoria al centro della quale è situato. I visitatori stranieri di Bangkok lo conoscono con il nome inglese Victory Monument.

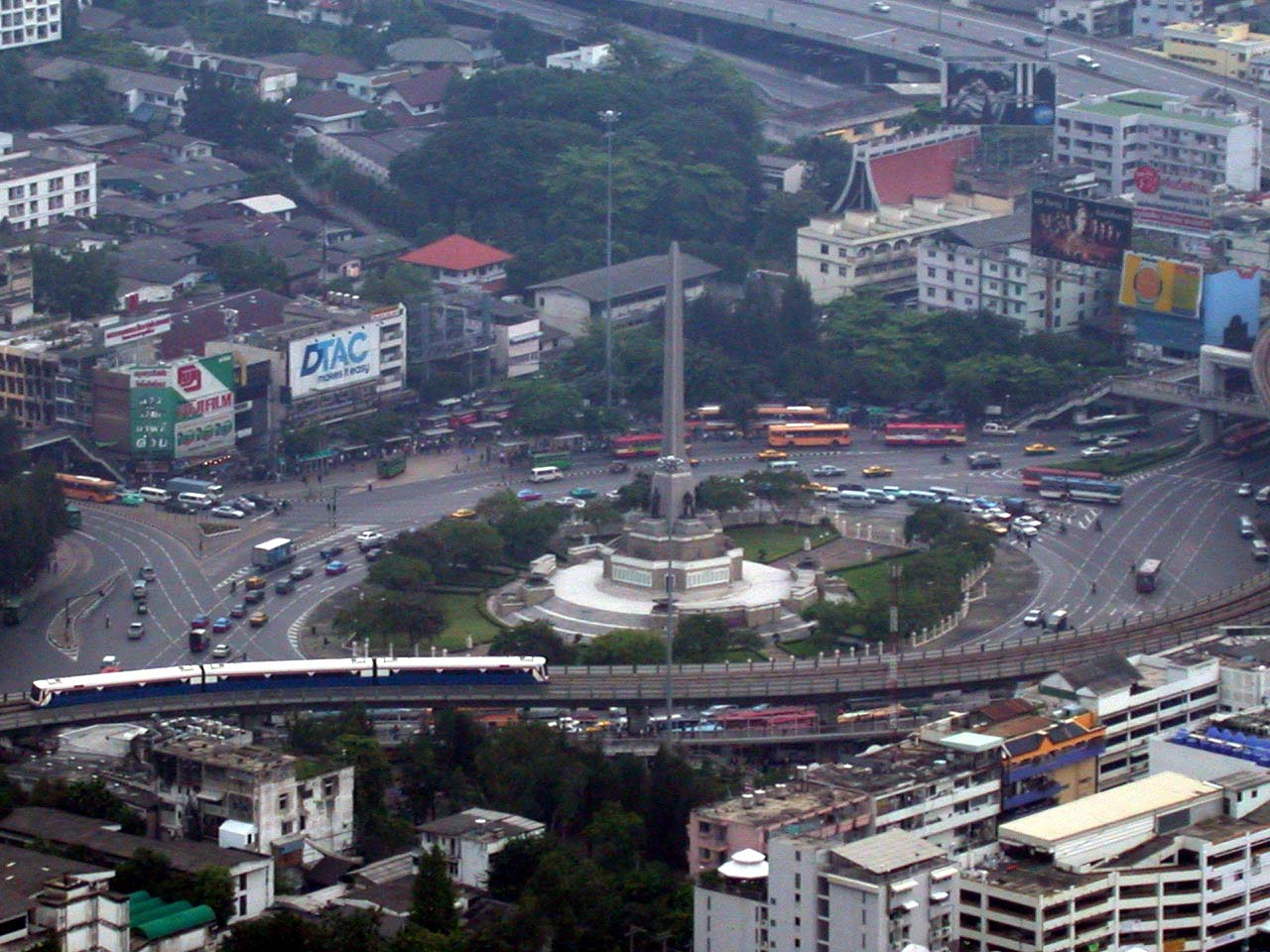
La piazza del monumento alla Vittoria vista dall'alto

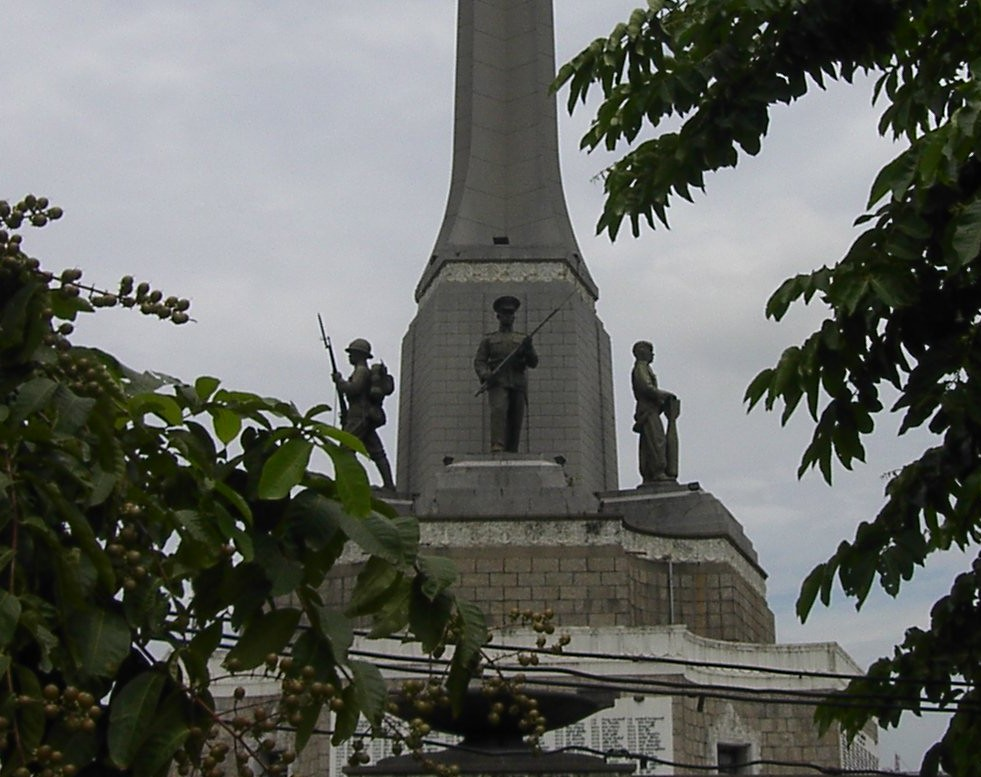
Tre delle cinque statue di militari del monumento

## Storia
Il monumento fu eretto nel 1941 per commemorare la vittoria ottenuta dalla Thailandia contro i colonialisti dell'Indocina francese nella guerra franco-thailandese e per onorare la memoria dei 59 soldati thailandesi che persero la vita nei combattimenti. Il conflitto era stato di breve durata e si era concluso il precedente 9 maggio con la firma di un trattato che consentiva alla Thailandia di tornare in possesso di vasti territori del Laos meridionale e settentrionale e della Cambogia occidentale, che il governo di Bangkok aveva dovuto cedere ai francesi nel 1904 e nel 1907.
Il successo era dovuto all'indebolimento degli avversari in seguito all'occupazione tedesca della Francia, conclusasi nel giugno del 1940, e alle difficoltà che aveva il governo di Vichy di rifornire le colonie. Il trattato che pose fine alla guerra franco-thailandese fu stipulato con l'intermediazione dell'Impero giapponese che, nel quadro della guerra del Pacifico, favorì la Thailandia ottenendo in cambio il permesso di transito per poter attaccare Malaysia e Birmania, a quel tempo colonie britanniche. Per celebrare l'avvenimento, l'allora primo ministro e dittatore thailandese Plaek Pibulsonggram ne ordinò la costruzione, che fu completata nel giro di pochi mesi.
Il monumento creò imbarazzo alla Thailandia nel 1945, dopo che si era alleata con l'Impero del Giappone, e dopo che quest'ultimo aveva perso la seconda guerra mondiale. I thai furono costretti a restituire alla Francia i territori conquistati con la guerra franco-thailandese. Oltre ai nomi dei 59 caduti nel conflitto con la Francia, sono stati in seguito inscritti sul basamento anche i nomi di caduti thai nella seconda guerra mondiale e nella guerra di Corea.
La piazza fu utilizzata nei primi anni come punto di convegno per le dimostrazioni nazionalistiche in favore del regime militare e per la celebrazione di cerimonie di Stato. Queste funzioni sono state abbandonate con il progressivo congestionamento del traffico cittadino, ed è diventata uno dei principali snodi dei trasporti urbani, nonché una delle aree più economiche per lo shopping a Bangkok.

## Architettura
Il monumento è stato concepito secondo uno stile pomposo ed auto-celebrativo. Si compone di un basamento pentagonale sul quale sono state poste 5 statue di militari che impugnano armi con baionetta: uno dell'Esercito, uno della Marina, uno dell'Aviazione, uno della Polizia e uno delle milizie volontarie cittadine. Sopra a tale basamento è stata eretto un alto obelisco. I militari thailandesi, protagonisti della rivoluzione siamese del 1932 che aveva costretto re Rama VII a concedere la monarchia costituzionale a loro vantaggio, imposero che la struttura non contenesse alcun riferimento alla casa reale, molto amata dal popolo, ma richiamasse principalmente la potenza e l'importanza delle forze armate. Il monumento contribuì quindi a legittimare la supremazia dei vertici delle forze armate sulla casa reale.
Oltre a celebrare la vittoria, il monumento rappresentò l'ideologia fascista dei governanti thai di quel tempo; l'estremo militarismo è espresso dall'aggressività delle statue armate, che incute soggezione ed intimidisce. Le statue furono disegnate dallo scultore italiano Corrado Feroci, che tre anni dopo avrebbe preso la cittadinanza thailandese ed il nome locale Silpa Bhirasri per uscire dal carcere, dopo che vi era stato rinchiuso dagli invasori giapponesi a seguito dell'armistizio di Cassibile, con cui l'Italia cessava le ostilità contro gli Alleati.

## Urbanistica
La piazza in cui si trova il monumento ha un'importanza cruciale nel traffico e nel sistema dei trasporti cittadini. È una rotatoria a 6 corsie, con degli spartitraffico oltre i quali vi sono altre due corsie riservate agli autobus ed ai taxi. Convergono nella piazza le importanti strade chiamate Phahonyothin, Phaya Thai e Ratchawithi. La piazza è attraversata in sopraelevata dai binari della linea Sukhumvit del Bangkok Skytrain, ed ospita una fermata di tale linea che si chiama stazione di Victory Monument.
Adiacente alla piazza vi è un ingresso dell'autostrada che attraversa Bangkok in sopraelevata. Nella piazza si fermano gli autobus cittadini delle linee no.8, 12, 14, 18, 24, 26, 27, 28, 29, 34, 36, 36ก, 38, 39, 54, 59, 63, 69, 74, 77, 92, 97, 108, 112, 139, 140, 157, 166, 171, 187, 503, 509, 510, 515, 522, 536, 537, 538, 539 e 542. Vi si trovano inoltre l'ospedale Rajvithi ed uno dei grandi magazzini Robinson. Per diversi anni vi fu la stazione principale dei minivan adibiti al trasporto extraurbano passeggeri; per alleviare il traffico, nell'ottobre 2016 i minivan furono spostati nelle tre principali stazioni degli autobus di Bangkok.